# Nolita Fairytale
Nolita Fairytale este un cântec compus și interpretat de Vanessa Carlton care face parte de pe al treilea său album, Heroes & Thieves. Single-ul a fost lansat mai întâi digital prin intermediul iTunes Store pentru Statele Unite, urmând ca pee 17 iulie 2007 să fie difuzat pe posturile americane de radio. Videoclipul melodiei a fost lansat de AOL Music pe 22 august 2007. A fost regizat de Marc Klasfeld, care a mai colaborat cu Vanessa la „A Thousand Miles” (ambele videoclipuri începând la fel) și produs de Media Magik.

## Clasamente
| Clasament (2002)                       | Poziție de top |
| -------------------------------------- | -------------- |
| U.S. Billboard Hot Adult Top 40 Tracks | 26             |